# Ron Bontemps
Ronald Yngve Bontemps (Taylorville, Illinois, 11 de agosto de 1926-13 de mayo de 2017) fue un  exjugador de baloncesto estadounidense. Con 1,88 metros de estatura, su puesto natural en la cancha era el de escolta. Fue campeón olímpico con Estados Unidos en los Juegos Olímpicos de Helsinki 1952.